# Condado de Chariton
El condado de Chariton (en inglés: Chariton County) es un condado en el estado estadounidense de Misuri. En el censo de 2000 el condado tenía una población de 8.438 habitantes. La sede de condado es Keytesville. El condado fue formado el 16 de noviembre de 1820 a partir de una porción del condado de Howard. Fue nombrado en honor al río Chariton.

## Geografía
Según la Oficina del Censo, el condado tiene un área total de 1990 km² (768 sq mi), de la cual 1.958 km² (756 sq mi) es tierra y 32 km² (12 sq mi) (1,61%) es agua.

### Condados adyacentes
- Condado de Linn (norte)
- Condado de Macon (noreste)
- Condado de Randolph (este)
- Condado de Howard (sureste)
- Condado de Saline (suroeste)
- Condado de Carroll (oeste)
- Condado de Livingston (noroeste)

### Áreas protegidas nacionales
- Swan Lake National Wildlife Refuge

## Autopistas importantes
- U.S. Route 24
- Ruta Estatal de Misuri 5
- Ruta Estatal de Misuri 11
- Ruta Estatal de Misuri 129
- Ruta Estatal de Misuri 139

## Demografía
En el  censo de 2000, hubo 8.438 personas, 3.469 hogares y 2.345 familias residiendo en el condado. La densidad poblacional era de 11 personas por milla cuadrada (4/km²). En el 2000 había 4.250 unidades habitacionales en una densidad de 6 por milla cuadrada (2/km²). La demografía del condado era de 95,99% blancos, 3,19% afroamericanos, 0,17% amerindios, 0,13% asiáticos, 0,11% de otras razas y 0,41% de dos o más razas. 0,56% de la población era de origen hispano o latino de cualquier raza. 
La renta promedio para un hogar del condado era de $32.285 y el ingreso promedio para una familia era de $39.176. En 2000 los hombres tenían un ingreso medio de $25.263 versus $19.068 para las mujeres. La renta per cápita para el condado era de $15.515 y el 11,60% de la población estaba bajo el umbral de pobreza nacional.

## Ciudades y pueblos
| - Brunswick - Bynumville - Dalton | - Forest Green - Glasgow - Keytesville | - Marceline - Mendon - Prairie Hill | - Rothville - Salisbury - Snyder | - Sumner - Triplett |

### Municipios
- Municipio de Bee Branch
- Municipio de Bowling Green
- Municipio de Brunswick
- Municipio de Chariton
- Municipio de Clark
- Municipio de Cockrell
- Municipio de Cunningham
- Municipio de Keytesville
- Municipio de Mendon
- Municipio de Musselfork
- Municipio de Salisbury
- Municipio de Salt Creek
- Municipio de Triplett
- Municipio de Wayland
- Municipio de Yellow Creek